# Niederliegendes Vergissmeinnicht
Das Niederliegende Vergissmeinnicht (Myosotis decumbens), auch Veränderliches Vergissmeinnicht genannt, ist eine Pflanzenart aus der Gattung Vergissmeinnicht (Myosotis) innerhalb der Familie der Raublattgewächse (Boraginaceae). Sie ist mit mehreren Unterarten in Europa und im westlichen Nordafrika verbreitet.

## Beschreibung

### Vegetative Merkmale
Das Niederliegende Vergissmeinnicht wächst als überwinternd grüne, ausdauernde krautige Pflanze, die Wuchshöhen von 20 bis 40 Zentimetern erreicht. Sie bildet kurze Ausläufer. Die Laubblätter sind in einer grundständigen Rosette und am Stängel wechselständig verteilt angeordnet. Die Grundblätter sind lang gestielt. Die Stängelblätter sind eiförmig.

### Generative Merkmale
Die Blütezeit reicht von Juni bis August. Die zwittrigen Blüten sind radiärsymmetrisch und fünfzählig mit doppelter Blütenhülle. Der Kelchgrund ist abgerundet und bricht bei der Reife vom Fruchtstiel ab. Der Kelch ist oft wenig oder viel kürzer als die Kronröhre, und er hat dreieckige Kelchzipfel mit abstehenden, hakig gekrümmten, 0,4 bis 0,5 Millimeter langen Haaren. Die fünf Kronblätter sind hellblau. Die Blütezeit ist Juni bis August.
Die Fruchtstiele sind 3 bis 4 Millimeter lang. Die Klausen sind mindestens 2 Millimeter lang.
Die Chromosomenzahl beträgt 2n = 18 oder 32.

## Ökologie
Beim Niederliegenden Vergissmeinnicht handelt es sich um einen Hemikryptophyten.

## Vorkommen
Standorte des  Niederliegenden Vergissmeinnicht sind frische Bachstaudenfluren, Quellfluren, feuchte Wälder und Lägerfluren. Myosotis decumbens kommt in Gesellschaften des Adenostylion alliariae-Verbands oder des Verbands Rumicion alpini vor. In den Allgäuer Alpen steigt die Art von den Tallagen bis zu einer Höhenlage von 1720 Metern am Grünten auf.

## Systematik und Verbreitung
Die Erstbeschreibung von Myosotis decumbens erfolgte 1827 durch Nicolaus Thomas Host in der Flora Austriaca, 1, S. 228. Synonyme von Myosotis decumbens Host sind: Myosotis frigida (Vestergr.) Czernov, Myosotis silvatica subsp. frigida Vestergr.
Von Myosotis decumbens gibt es mehrere Unterarten:
- Myosotis decumbens subsp. decumbens[4]
- Myosotis decumbens subsp. florentina Grau: Sie kommt nur in Italien vor.[4]
- Myosotis decumbens subsp. kerneri (Dalla Torre & Sarnth.) Grau (Syn.: Myosotis kerneri Dalla Torre & Sarnth., Myosotis variabilis subsp. kerneri (Dalla Torre & Sarnth.) O.Schwarz): Sie kommt in Deutschland, Österreich, in der Schweiz, in Italien, im früheren Jugoslawien, in Tschechien, der Slowakei, in Polen, Rumänien und in der Ukraine vor.[4]
- Myosotis decumbens subsp. rifana (Maire) Greuter & Burdet (Syn.: Myosotis alpestris var. rifana Maire): Sie kommt in Algerien und Marokko vor.[4]
- Myosotis decumbens subsp. teresiana (Sennen) Grau (Syn.: Myosotis teresiana Sennen, Myosotis sylvatica subsp. teresiana (Sennen) O.Bolòs & Vigo, Myosotis rosalie Sennen, Myosotis rouxii Sennen): Sie kommt in Spanien und im südlichen Frankreich vor.[4]
- Myosotis decumbens subsp. variabilis (Angelis) Grau (Syn.: Myosotis variabilis Angelis, Myosotis sylvatica subsp. variabilis (Angelis) Nyman): Sie kommt in Polen, Österreich, der Slowakei, in Rumänien, Kroatien und Slowenien vor.[4]